# 60e cérémonie des Primetime Emmy Awards
La 60e cérémonie des Primetime Emmy Awards, organisée par l'Academy of Television Arts and Sciences et récompensant les séries télévisées diffusées au cours de la saison 2007-2008, s'est déroulée le 21 septembre 2008 au Nokia Theater de Los Angeles.

## Cérémonie
Coprésentée par Tom Bergeron, Heidi Klum, Howie Mandel, Jeff Probst et Ryan Seacrest, la cérémonie a été retransmise par le réseau de télévision américain CBS, elle a rassemblé 12,2 millions de téléspectateurs, soit la plus mauvaise audience pour les versions télévisées de la cérémonie. Les raisons avancées par les critiques sont les performances scéniques médiocres des cinq hôtes, des nommés issus de programmes peu regardés, le tout rendant une cérémonie très décriée. Les nominations avaient été annoncées le 17 juillet 2008 au cours d'une conférence de presse par Kristin Chenoweth et Neil Patrick Harris, eux-mêmes nommés, et le président de l'Académie.
La remise des Creative Arts Emmy Awards, récompensant les meilleurs techniciens, a quant à elle été présentée par Neil Patrick Harris et Sarah Chalke huit jours auparavant, le 13 septembre.
Trois autres cérémonies sont organisées parallèlement par l'Académie : les Daytime Emmy Awards, les Sports Emmy Awards et les International Emmy Awards.

## Palmarès
Note : Les lauréats sont indiqués ci-dessous en premier de chaque catégorie et en gras. Le symbole « ♕ » rappelle le gagnant de l'année précédente (dans le cas d'une nouvelle nomination).

### Séries dramatiques
- Meilleure série dramatique
  - Mad Men (AMC)
    - Boston Justice (ABC)
    - Damages (FX)
    - Dexter (Showtime)
    - Dr House (House) (Fox)
    - Lost : Les Disparus (Lost) (ABC)
- Meilleur acteur dans une série dramatique
  - Bryan Cranston pour le rôle de Walter White dans Breaking Bad
    - Gabriel Byrne pour le rôle du Dr Paul Weston dans En analyse (In Treatment)
    - Michael C. Hall pour le rôle de Dexter Morgan dans Dexter
    - Jon Hamm pour le rôle de Don Draper dans Mad Men
    - Hugh Laurie pour le rôle du Dr Gregory House dans Dr House (House)
    - James Spader pour le rôle d'Alan Shore dans Boston Justice
- Meilleure actrice dans une série dramatique 
  - Glenn Close pour le rôle de Patricia "Patty" Hewes dans Damages
    - Sally Field pour le rôle de Nora Walker dans Brothers and Sisters
    - Mariska Hargitay pour le rôle d'Olivia Benson dans New York, unité spéciale (Law & Order: Special Victims Unit)
    - Holly Hunter pour le rôle de Grace Hanadarko dans Saving Grace
    - Kyra Sedgwick pour le rôle de Brenda Leigh Johnson dans The Closer : L.A. enquêtes prioritaires (The Closer)
- Meilleur acteur dans un second rôle dans une série dramatique
  - Željko Ivanek pour le rôle de Ray Fiske dans Damages
    - Ted Danson pour le rôle d'Arthur Frobisher dans Damages
    - Michael Emerson pour le rôle de Benjamin Linus dans Lost
    - William Shatner pour le rôle de Denny Crane dans Boston Justice (Boston Legal)
    - John Slattery pour le rôle de Roger Sterling dans Mad Men
- Meilleure actrice dans un second rôle dans une série dramatique
  - Dianne Wiest pour le rôle de Gina dans En analyse (In Treatment)
    - Candice Bergen pour le rôle de Shirley Schmidt dans Boston Justice
    - Rachel Griffiths pour le rôle de Sarah Whedon dans Brothers and Sisters
    - Hope Davis pour le rôle de Mia dans En analyse (In Treatment)
    - Sandra Oh pour le rôle du Dr Cristina Yang dans Grey's Anatomy
    - Chandra Wilson pour le rôle du Dr Miranda Bailey dans Grey's Anatomy
- Meilleure réalisation pour une série dramatique
  - Dr House (House) - Greg Yaitanes pour l'épisode dans la tête de House
    - Damages - Allen Coulter pour l'épisode Get Me a Lawyer
    - Breaking Bad - Vince Gilligan pour l'épisode pilote
    - Boston Justice - Arlene Sanford pour l'épisode The Mighty Rogues
    - Mad Men - Alan Taylor pour l'épisode Smoke Gets in Your Eyes
- Meilleur scénario pour une série dramatique
  - Mad Men - Matthew Weiner pour l'épisode Smoke Gets in Your Eyes
    - Battlestar Galactica - Michael Angeli pour l'épisode Six of One
    - Sur écoute (The Wire) - Ed Burns et David Simon pour l'épisode –30–
    - Damages - Glenn Kessler, Todd A. Kessler et Daniel Zelman pour l'épisode Get Me a Lawyer
    - Mad Men - Robin Veith et Matthew Weiner pour l'épisode The Wheel

### Séries comiques
- Meilleure série comique
  - 30 Rock (NBC)
    - Larry et son nombril (HBO)
    - Entourage (HBO)
    - The Office (NBC)
    - Mon oncle Charlie (Two and a Half Men) (CBS)
- Meilleur acteur dans une série comique
  - Alec Baldwin pour le rôle de Jack Donaghy dans 30 Rock
    - Steve Carell pour le rôle de Michael Scott dans The Office
    - Lee Pace pour le rôle de Ned dans Pushing Daisies
    - Tony Shalhoub pour le rôle d'Adrian Monk dans Monk
    - Charlie Sheen pour le rôle de Charlie Harper dans Mon oncle Charlie (Two and a Half Men)
- Meilleure actrice dans une série comique
  - Tina Fey pour le rôle de Liz Lemon dans 30 Rock
    - Christina Applegate pour le rôle de Samantha "Sam" Newly dans Samantha qui ? (Samantha Who?)
    - America Ferrera pour le rôle de Betty Suarez dans Ugly Betty
    - Julia Louis-Dreyfus pour le rôle de Christine Campbell dans Old Christine (The New Adventures of Old Christine)
    - Mary-Louise Parker pour le rôle de Nancy Botwin dans Weeds
- Meilleur acteur dans un second rôle dans une série comique
  - Jeremy Piven pour le rôle d'Ari Gold dans Entourage
    - Jon Cryer pour le rôle du Dr Alan Harper dans Mon Oncle Charlie (Two and a Half Men)
    - Kevin Dillon pour le rôle de Johnny "Drama" Chase dans Entourage
    - Neil Patrick Harris pour le rôle de Barney Stinson dans How I Met Your Mother
    - Rainn Wilson pour le rôle de Dwight Schrute  dans The Office
- Meilleure actrice dans un second rôle dans une série comique
  - Jean Smart pour le rôle de Regina Newly dans Samantha Who?
    - Kristin Chenoweth  pour le rôle d'Olive Snook dans Pushing Daisies
    - Amy Poehler pour plusieurs personnages dans Saturday Night Live
    - Kristen Wiig pour plusieurs personnages dans Saturday Night Live
    - Vanessa Lynn Williams pour le rôle de Wilhelmina Slater dans Ugly Betty
- Meilleure réalisation pour une série comique
  - Pushing Daisies – Barry Sonnenfeld pour l'épisode Pie-lette
    - Entourage – Daniel Attias pour l'épisode No Cannes Do
    - Flight of the Conchords – James Bobin pour l'épisode Sally Returns
    - 30 Rock – Michael Engler pour l'épisode Rosemary's Baby
    - The Office – Paul Feig pour l'épisode Goodbye, Toby
    - The Office – Paul Lieberstein pour l'épisode Money
- Meilleur scénario pour une série comique
  - 30 Rock – Tina Fey pour l'épisode Cooter
    - Flight of the Conchords – James Bobin, Jemaine Clement et Bret McKenzie pour l'épisode Yoko
    - 30 Rock – Jack Burditt pour l'épisode Rosemary's Baby
    - The Office – Lee Eisenberg et Gene Stupnitsky pour l'épisode Dinner Party
    - Pushing Daisies – Bryan Fuller pour l'épisode Pie-lette